# Emil Thormählen
Emil Thormählen (* 24. Mai 1859 in Moorhusen, Holstein; † 1. April 1941 in Bad Kreuznach) war ein deutscher Architekt, der auch als Lehrer an verschiedenen Fachschulen wirkte.

## Leben
Emil Thormählen wuchs in Holstein auf und ging in Hamburg zur Schule. Hier besuchte er 1876/1877 die Schule für Bauhandwerker. Er studierte ab 1877 an der Technischen Hochschule Hannover Architektur und wechselte dann an die Technische Hochschule Berlin-Charlottenburg. In Hannover wurde er 1882 Mitglied des Corps Ostfalia. 1881 arbeitete er im Büro des Königlichen Bauinspektors Haesecke und war dort mit Arbeiten zu den Berliner Stadtbahnhöfen Alexanderplatz und Friedrichstraße befasst. Daneben gab er Zeichenunterricht an der Baugewerkschule des Berliner Handwerkervereins. Ab 1883 war er an der Staatlichen Zeichenakademie in Hanau als Lehrer tätig. 1889 übernahm er zusätzlich die Leitung der gewerblichen Fortbildungsschule Hanau.  1897 wurde er zum Direktor der Kunstgewerbeschule Magdeburg ernannt. Unter seiner Leitung wurde das Magdeburger Institut zur „Reformschule“ im Sinne des Deutschen Werkbundes, dessen Mitglied er seit 1907 war. Mitarbeiter waren unter anderem die Architekten Albin Müller und Rudolf Rütschi, die Maler Max Köppen, Paul Lang, Paul Bürck und Ferdinand Nigg sowie die Keramiker Hans und Fritz von Heider.
Aufgrund seiner guten Reputation wurde er 1910 nach Köln berufen und zum Direktor der Kölner Kunstgewerbeschule (den späteren Kölner Werkschulen) ernannt.
1919 ging er in den Ruhestand und zog mit der Familie auf das Weingut seiner Frau Else (geb. Altenkirch), einer Kunstgewerbelehrerin und Schwester von Alexe Altenkirch,  nach Bad Kreuznach an der Nahe. Hier betätigte er sich bis zu seinem Tod als Winzer. Der Bildhauer und Kunsthistoriker Ludwig Thormaehlen und der Erfinder Klaus Thormaehlen sind seine Söhne. Seine Tochter Dora Thormählen war eine begabte Kunstbuchbinderin und Schülerin von Franz Weisse. Sie starb 1921 im Alter von 29 Jahren.